# 바르나 공항

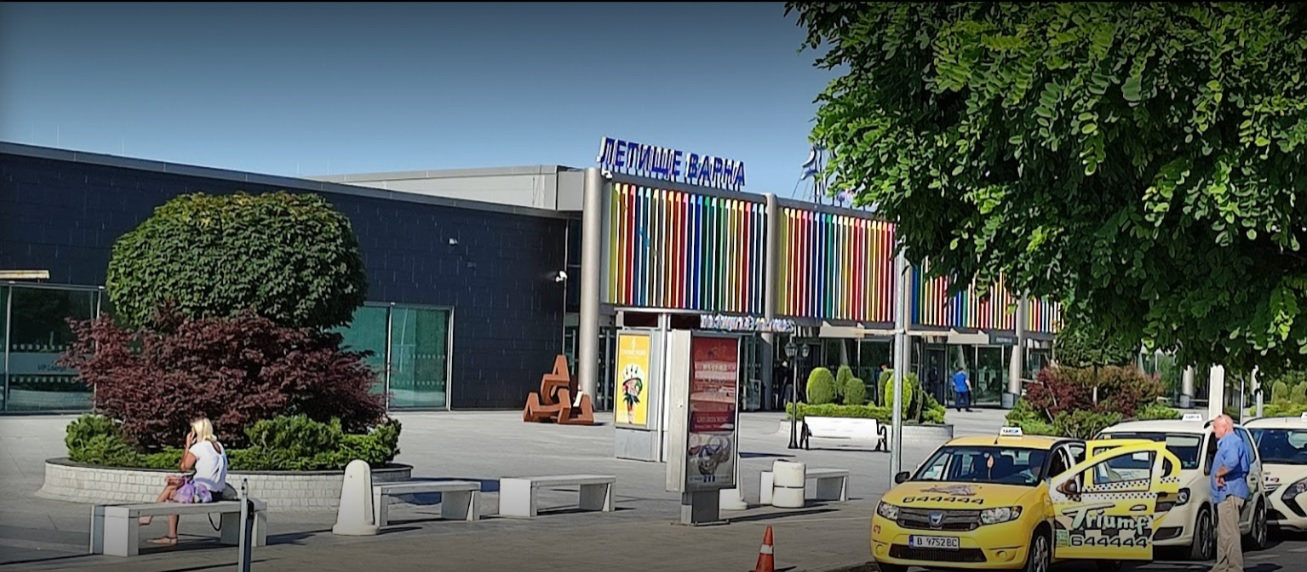

바르나 공항(Varna Airport, Летище Варна, Letishte Varna, IATA: VAR, ICAO: LBWN)은 불가리아의 역사적인 주도 바르나의 공항이다. 바르나 공항은 불가리아에서 3번째로 큰 공항이다. 악사코보 주변 바르나 중심지로부터 10킬로미터 지점에 위치해 있다. 바르나, 골든샌즈, 불가리아 북동부를 관할한다. 이 공항의 가장 분주한 시즌은 5월 말부터 10월 초 사이이다.

## 터미널
이 공항은 3개의 터미널이 있다: 1972년 건설된 터미널 1(폐쇄됨), 터미널 3(2007년 6월 개시), 신 터미널 2(2013년 8월 개시).